# Chickaloon (rivière)
Pour les articles homonymes, voir Chickaloon.
La rivière Chickaloon est un cours d'eau d'Alaska, aux États-Unis situé dans le borough de la péninsule de Kenai.

## Description
Longue de 36 milles (58 km), elle prend sa source dans le lac Swan, sur la péninsule de Kenai, et coule en direction du nord-ouest vers la baie Chickaloon, dans le golfe de Cook à  19 milles (31 km) au sud-sud-ouest d'Anchorage.
Son nom indien a été référencé en 1895 par G.F. Becher de l'United States Geological Survey.

## Sources
- (en) « Chickaloon (rivière) », Geographic Names Information System